# Khālid Muḥyi al-Dīn
Khalid Muhyi al-Din (in arabo خالد مُحيي الدين‎?, Khālid Muḥyī al-Dīn, IPA: [ˈxæːled ˈmoħj edˈdiːn]; Kafr al-Shukr, 17 agosto 1922 – Il Cairo, 6 maggio 2018) è stato un militare, politico e editore egiziano.
Fu un protagonista della Rivoluzione egiziana del 1952, in quanto componente del movimento degli Ufficiali Liberi che rovesciò la monarchia e il re Faruq I. Entrato in contrasto con Gamal Abd al-Nasser, fondò nel 1977 il Partito Nazionale Unionista Progressista di orientamento socialista.

## Gioventù
Khālid Muḥyī al-Dīn nacque in un villaggio del Governatorato di al-Qalyūbiyya), nel Basso Egitto, in una famiglia che aveva considerevoli proprietà terriere nel Delta del Nilo. Ricevette il brevetto nell'Accademia Militare Egiziana nel 1940 e servì come ufficiale di cavalleria. Nel 1942 strinse forti legami d'amicizia con Gamal Abd el-Nasser nella medesima Accademia. Nel 1943-44 si unì al movimento clandestino degli Ufficiali Liberi, diventando così uno dei 10 membri originari più autorevoli. Nel 1951 conseguì il BA in Economia e Commercio nell'Università del Cairo (fino ad allora nota come "Università Fu'ad" o "Università khediviale"). Abbracciò in questi tempi l'ideologia marxista, ma sebbene fosse interessato al HADITU (al-Ḥaraka al-Dīmuqrāṭiyya li-l-Taḥrīr al-Waṭanī, in arabo ﺍﻟﺤﺮﻜـة الديمقراطية للتحرر الوطنى‎?, "Movimento Democratico per la Liberazione Nazionale"), un movimento comunista egiziano, Khālid Muḥyī al-Dīn molto probabilmente non ne entrò a far parte.

## Vita politica sotto Nasser
nella primavera del 1952, quando gli Ufficiali Liberi portarono a compimento un'operazione per deporre re Fārūq I, Khālid Muḥyi al-Dīn era responsabile dei corpi blindati. Il 23 luglio egli condusse i suoi reparti attraverso Il Cairo e il colpo di Stato incruento ebbe luogo con successo. Fu lui a scrivere con Nasser il primo Proclama della "Rivoluzione", letto da Radio Cairo. Khālid Muḥyī al-Dīn era presente alla cerimonia di partenza per l'esilio per il monarca deposto e, a suo dire, il re dichiarò in quell'occasione agli ufficiali presenti che egli stesso "aveva pensato di fare la stessa cosa che aveva dovuto invece subire".
Dopo che Muḥammad Naǧīb divenne Presidente della nuova Repubblica egiziana, Khālid Muḥyī al-Dīn diventò parte del Consiglio del Comando della Rivoluzione (CCR). Quando gli ufficiali dell'esercito leali a Nasser sequestrarono Negīb nel febbraio del 1954, Khālid Muḥyī al-Dīn inaspettatamente ordinò che Negīb fosse immediatamente rilasciato e ciò avvenne. Spiegò le ragioni per cui aveva preso quella decisione, esprimendo il suo convincimento che Nasser e gli Ufficiali Liberi non avrebbero potuto governare l'Egitto senza Negīb, in effetti molto popolare nel Paese. Nasser, che era allora Primo ministro, avrebbe voluto rimuovere tutti gli ufficiali a lui leali e, su consiglio di suo cugino Zakariyya Muhyi al-Din e dei suoi amici del CCR, Khālid scomparve per alcuni giorni, tornando al Cairo solo il 5 marzo prima di nascondersi ad Alessandria fino al 1º aprile, quando Nasser lo contattò personalmente. I componenti del CCR, incluso Khālid Muḥyī al-Dīn, concordarono sull'opportunità che egli andasse in Europa, nell'ambito di una missione commerciale. Il regime egiziano, già fortemente "nasserizzato", lo designò come rappresentante del CCR all'estero, dando l'impressione che il suo esilio informale fosse temporaneo.
Con Nasser che ufficialmente assunse la carica di Presidente della Repubblica e con la soddisfacente fine della Crisi di Suez (eccezion fatta per la marcia israeliana nel Sinai verso Eilat a dispetto del cessate il fuoco imposto dalle Nazioni Unite) Khālid Muḥyī al-Dīn tornò in patria e assunse un ruolo importante nel governo, assumendo anche la carica di direttore del quotidiano serale al-Masāʾ ("la Sera", appunto) che aveva fondato.  Un anno dopo servì nel Comitato Centrale dell'ONU e fu eletto parlamentare dell'Assemblea Nazionale (il parlamento egiziano). Fu uno dei quattro nominati da Nasser per partecipare alla I Conferenza dell'Organizzazione dei popoli afro-asiatici durante il biennio 1957-58. Khālid Muḥyī al-Dīn più tardi assunse la presidenza del Consiglio della Pace egiziano, diventando di conseguenza membro del Consiglio Mondiale della Pace nel 1958.
L'8 marzo 1959, una rivolta araba nazionalista esplose a Mosul (Iraq) con l'intento di deporre il Presidente della Repubblica ʿAbd al-Karīm Qāsim, anti-nasseriano e di orientamento progressista. Quando essa fu soffocata, i sentimenti anticomunisti di Nasser sembrarono profondamente delusi ed egli non trovò di meglio che accusare Khālid Muḥyī al-Dīn di aver appoggiato Qāsim. Di conseguenza il raīs depose senza troppi complimenti lui e fece licenziare dodici suoi collaboratori di al-Masāʾ il 13 marzo. Khālid Muḥyi al-Dīn fu immediatamente arrestato e rimase in prigione fino alla fine del 1960.
Divenne Presidente del Consiglio d'Amministrazione del quotidiano del Cairo Akhbār al-Yawm nel 1964 e nell'aprile del 1965, dopo che Nasser ebbe impresso una svolta filo-sovietica alla sua politica per motivi di carattere politico internazionale, fu nominato Segretario dell'Ufficio stampa dell'Unione Socialista Araba. A quel tempo presiedette anche il Comitato per l'Alta Diga di Aswān e fu insignito del Premio Lenin per la pace nel 1970.

## Ultima parte della vita politica
Per le sue convinzioni politiche fu arrestato per due mesi nella Rivoluzione correttiva del 1971, lanciata da Anwar al-Sādāt, diventato l'anno prima successore di Nasser alla Presidenza della Repubblica. Il potere di Khālid Muḥyī al-Dīn finì con Sādāt. Assunse la leadership della corrente di sinistra dell'Unione Socialista Araba, che più tardi divenne il Partito Nazionale Unionista Progressista (chiamato anche Taggamuʿ) e in quello stesso 1976 fu uno dei tre delegati eletti all'Assemblea del popolo.
Fu sospettato di essere l'ispiratore della rivolta egiziana del pane (1977). Nel 1978 fondò e fu il direttore dell'organo di stampa del suo partito, al-Ahālī. L'anno successivo fu imputato di attività "contro lo Stato", ma non fu rinviato a giudizio. In quanto componente de CCR, Khālid Muḥyī al-Dīn fu risparmiato dalla repressione voluta da Sādāt che incarcerò i dissidenti nel 1981. Poté così seguitare nella sua attività politica e fu considerato come parte della "opposizione leale" al Presidente Hosni Mubarak. Nel 1990 vinse un seggio parlamentare dopo tre tentativi infruttuosi. Suo nipote, il ministro degli Investimenti Maḥmūd Muḥyī al-Dīn, annunciò che lo zio aveva deciso a presentarsi alle elezioni nel distretto elettorale di Kafr al-Shukr nell'ottobre del 2005, sostenendolo nella sua campagna elettorale, che però lo vide soccombente.

## Opere scelte
- Memories of a Revolution: Egypt 1952, Il Cairo, American University in Cairo Press, 1955.
- For This We Oppose Mubarak, Il Cairo, 1987.